# Парухув
Парухув (пол. Paruchów) — село в Польщі, у гміні Жеркув Яроцинського повіту Великопольського воєводства.
Населення — 114 осіб (2011).
У 1975-1998 роках село належало до Каліського воєводства.

## Демографія
Демографічна структура станом на 31 березня 2011 року:
|          | Загалом | Допрацездатний вік | Працездатний вік | Постпрацездатний вік |
| -------- | ------- | ------------------ | ---------------- | -------------------- |
| Чоловіки | 62      | 16                 | 39               | 7                    |
| Жінки    | 52      | 10                 | 27               | 15                   |
| Разом    | 114     | 26                 | 66               | 22                   |